# Take My Wife
Take My Wife («Заберите мою жену») — восемнадцатая серия тринадцатого сезона мультсериала «Гриффины». Премьерный показ состоялся 17 мая 2015 года на канале FOX.

## Сюжет
Питер, Гленн, Джо и Кливленд играют в покер в подвале. Вскоре к ним спускаются их жёны, Лоис сообщает потрясающую новость: в интернете по акции она нашла горящие туры на Багамы. Гленну приходится быстро найти себе подругу, Кимми, ведь предложение было только для пар. Лоис приглашает отца, чтобы тот присмотрел за Мег, Крисом, Стьюи и Брайаном, пока сами они будут отдыхать на островах.
Питер взволнован предстоящим отдыхом, однако совсем скоро выясняется, что жёны затащили своих мужей на консультационную программу по укреплению брака. Программа включает в себя утомительные упражнения, в конце концов, руководитель программы заявляет, что пары совсем не подходят друг другу и решает объединить пары по-своему. По правилам, пары Кливленд-Лоис, Гленн-Бонни, Джо-Донна, Питер-Кимми должны будут проводить время вместе. Больше всех счастлив, конечно же, Питер, ему досталась девушка Куагмира.
Тем временем дома Картер замечает, что все члены семьи только и делают, что играют с телефонами, смотрят телевизор. Тогда он решает показать домочадцам развлечения своей молодости и отобрать у всех гаджеты. Поначалу все старания Картера не удаются: он не может заинтересовать Мег, Криса, Стьюи и Брайана своими идеями. Однако, в конце концов затея Пьютершмидта удаётся: зависимость от электроники проходит, члены семьи вновь наслаждаются маленькими радостями, проводят больше времени на свежем воздухе.
Лоис начинает понимать, что затея с переменой супружеских пар была ужасной: тогда она пакует чемоданы и заставляет Питера и всех остальных уехать с ней. Но неожиданно корабль и остров захватывают темнокожие прислуги, которые грозятся убить всех членов консультационной программы. Однако, убежать от преследователей не удаётся никому: всех их приводят в домик на острове и готовятся убивать по очереди. Именно тогда супруги понимают, как им не хватало друг друга всё это время, признаются друг другу в любви. Один за одним их отводят на улицу, раздаются звуки выстрелов. Последними выводят Питера и Лоис. Однако, первое, что они видят, это живого руководителя программы и супругов, которых они считали убитыми. Оказывается, преследование и розыгрыш убийства был включён в консультационную программу ради укрепления семейных уз. Лоис и Питер счастливы, что они вместе.
Вернувшись домой, Гриффины в первую очередь включают телевизор. Мег, Крис, Брайан и Стьюи немедленно бросают развлечения Картера и убегают смотреть сериал. Расстроенный Пьютершмидт уходит домой.

## Рейтинги
- Рейтинг эпизода составил 1.3 среди возрастной группы 18–49 лет.
- Серию посмотрело порядка 2.85 миллиона человек.
- Серия стала самой просматриваемой в тот вечер Animation Domination на канале FOX.[1]

## Критика
Джесси Шедин, обозреватель из IGN, дал эпизоду 4.7 баллов из 10, подчёркивая, что данный эпизод стал достойным финалом всего сезона. Однако, он был разочарован качеством юмора, конфликтами и сюжетами, которые, по его мнению, берутся из прошлого и лишь немного видоизменяются. «Было и нечто смешное и развлекательное в этой серии, но этого явно не было достаточно».